# Nagylevelű moszatpáfrány
A nagylevelű moszatpáfrány (Azolla filiculoides) tömegesen előforduló, kis méretű, felszínen úszó vízinövény. Európában inváziós fajként tartják nyilván.

## Megjelenése

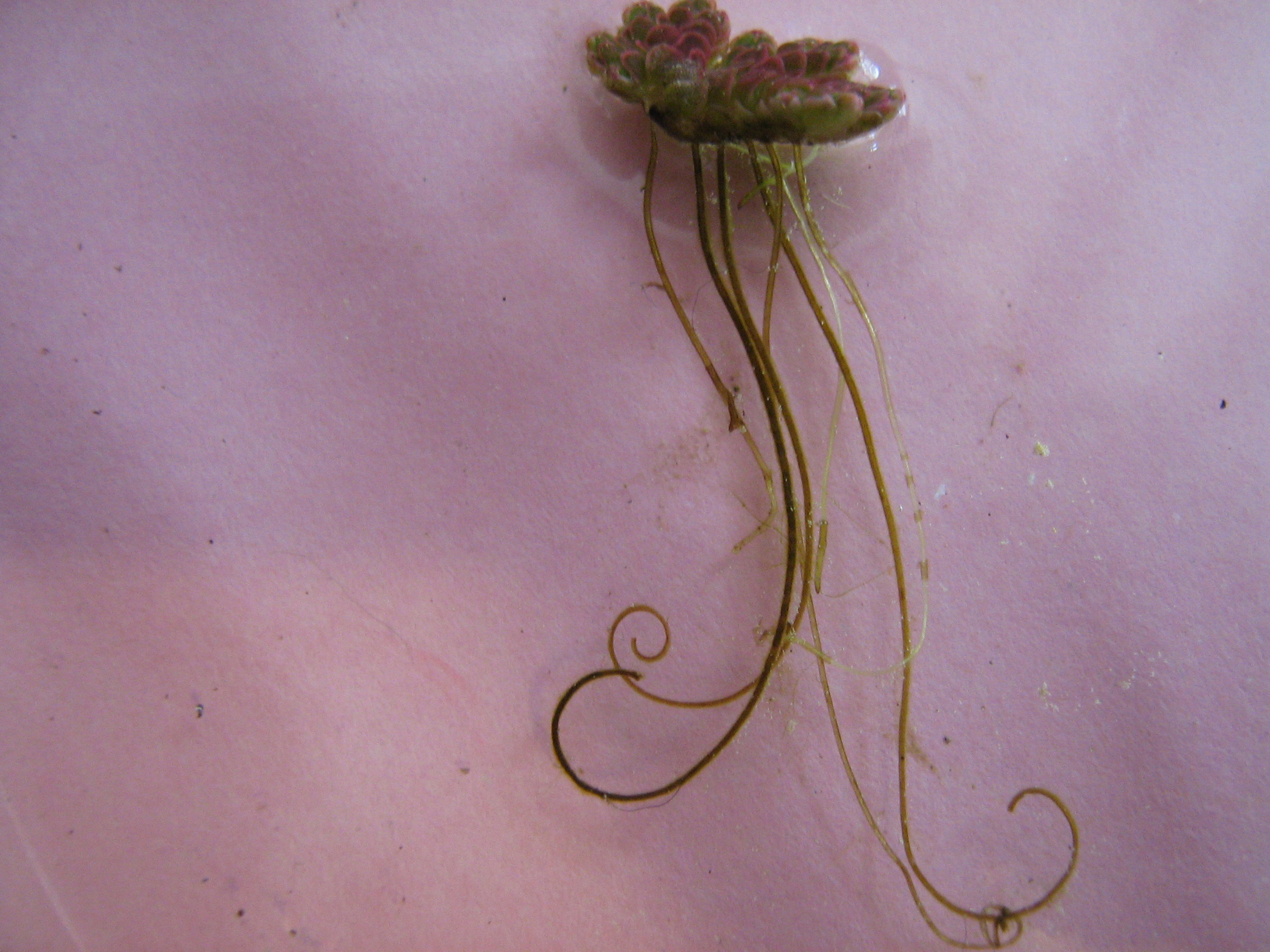
A növény oldalról

A nagylevelű moszatpáfrány kis, 1–3 cm átmérőjű, felszínen úszó vízinövény. Hajtása villásan elágazik, rajta két sorban sűrűn elhelyezkedő, kétkaréjú levelek találhatóak. A pikkelyszerű levelek 1–2 mm-esek, nyelük nincs. A levél felülső karéja úszik, egy sejtrétegű és benne egy alulról nyitott üregben Anabaena azollae szimbionta cianobaktériumok élnek. A baktériumok megkötik a levegő nitrogénjét és fedezik a növény nitrogénszükségletét. Az alulsó karéj a víz alá merül, színtelen és egy zöld színű középső ér kivételével szintén egyrétegű. 
A telep alsó részéről fonálszerű gyökerek erednek. A hajtások első levelének alsó karéján figyelhetőek meg a spóratartók (sporokarpiumok). Heterospórás; a női, illetve hímivarú előtelepeket képző mega- ill. mikrospórák mérete különbözik.
Levelei kékeszöldek, ősszel vörös színűre váltanak. A levelek felső karéja tompa, szegélyén széles hártya látható. A felszínén található apró papillaszőrök (az ezek közé szoruló levegővel tartja magát a növény a felszínen) egy sejtből állnak, a mikrospórákat körülvevő szőrök (glochidiumok) osztatlanok.
A Magyarországon szintén előforduló mexikói moszatpáfrány inkább világoszöld, leveleinek felső karéja hegyes és szegélyhártyája keskeny, a papillák kétsejtűek, a glochidiumok osztottak.  

## Elterjedése
Eredetileg Észak- és Dél-Amerika meleg mérsékelt és szubtrópusi területein volt honos. Nyugaton az Egyesült Államok Washington államától délre fordul elő. Európában először Franciaországban, 1880-ban észlelték, de azóta szinte minden európai országba átterjedt. Magyarországon moszatpáfrányok már 1885-ben megjelent a budapesti Füvészkert tavában, ezt Azolla caroliniana-ként azonosították. Mára a nagyobb folyók (Duna, Zala, Körösök) lassú vizeiben, holtágaiban, valamint tavakban, botanikus kertekben azonosították, de lehetséges, hogy részben összekeverték a mexikói moszatpáfránnyal.

## Életciklusa

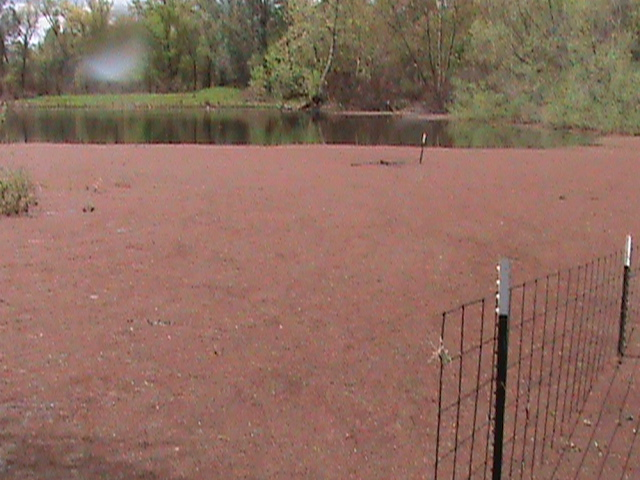
A moszatpáfrány ősszel vörösre festi a vizek felszínét

Három alakját különböztetik meg. Téli alakja kicsi és vörös; igen lassan növekszik. A kolonizáló alakja kb. 1 cm-es, zöld, a nyílt vizeken látható tavasszal és nyáron. Igen gyorsan nő, öt nap alatt megduplázódik. Ez is spórázhat, de inkább a szőnyegalakra jellemző, amely nyár közepén jelenik meg. Átmérője kb. 3 cm, lassú növekedésű, de intenzíven spórázik. Ezután a  növény elöregszik. A hajtások feldarabolódásával vegetatívan is szaporodik, a hűvösebb éghajlatú Magyarországon ez a jellemző. A spórák elviselik a kiszáradást és akár három évig csíraképesek maradhatnak. Az ősszel megjelenő vörös elszíneződés a hűvös időjárás és a közvetlen napfény hatására jön létre. A növények télen a -10, -15 °C-os fagyot is elviselik.
Az inváziós fajként viselkedő, gyorsan elszaporodó moszatpáfrány szőnyeget alkotva leárnyékolja a vizek alsó rétegeit, akadályozza a halak mozgását, nehezíti az öntözést és az úszást, evezést. Az ősszel elpusztuló hínártömeg oxigénhiányt okoz. Mivel szimbionta baktériuma megköti a nitrogént, Délkelet-Ázsiában a rizsföldek zöldtrágyázására használják.    